# Muyu

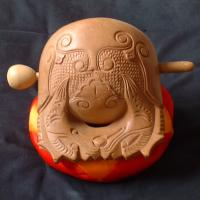
En japansk rund "träfisk", mokugyo

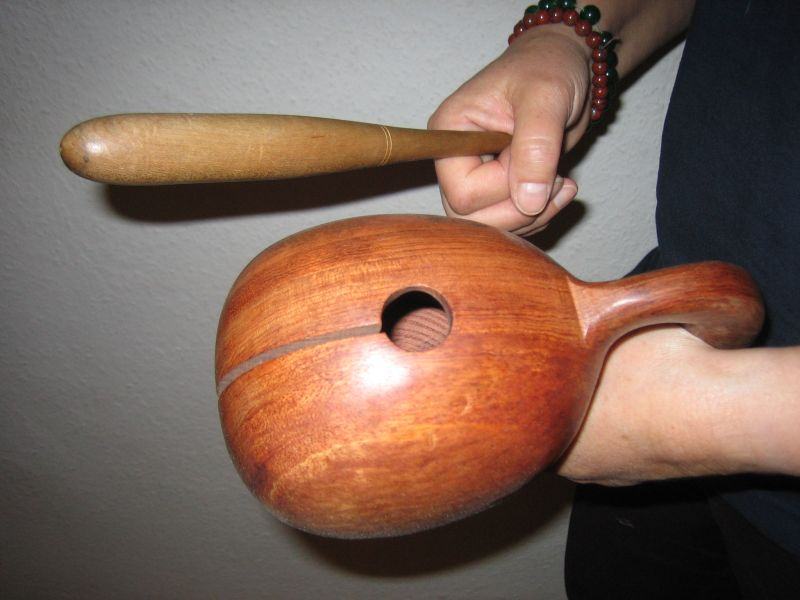
En koreansk "träfisk", moktak

Muyu (kinesiska: 木魚, pinyin: mùyú), "träfisk", ett avlångt, ibland ihåligt, i trä gjort klangblock i fiskform (avlång eller stiliserat rund), är ett kinesiskt slaginstrument. Muyu spelas - anslås med en träklubba - vanligen vågrätt upphängt som del av buddhistiska ceremonier, och återfinns i olika storlekar i många buddhisttempel i Kina, Korea (moktak), Japan (mokugyo) och Vietnam (mõ).

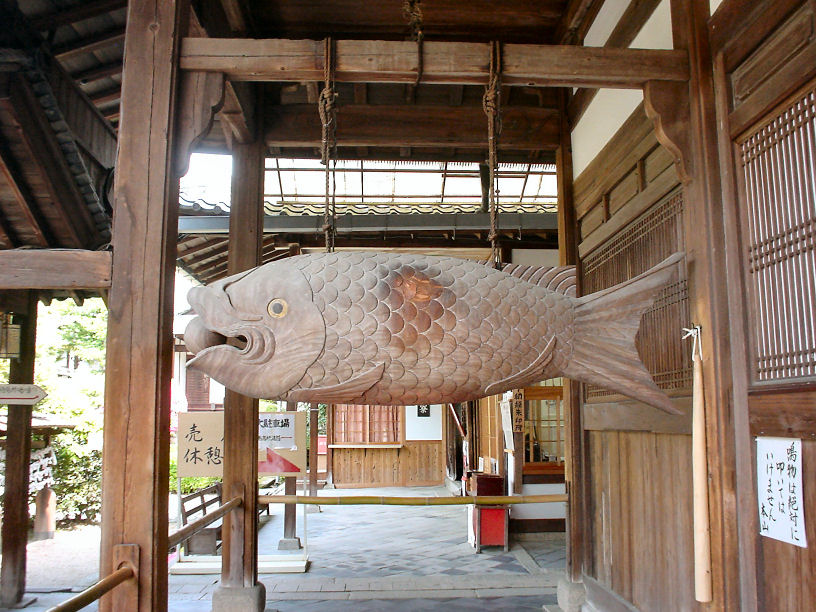
Avlång "träfisk" i det japanska templet Mampuku-ji